# Full House (album)
Full House is het vierde studioalbum van de Schotse zanger/gitarist Frankie Miller. Ondanks de schotse afkomst van Frankie Miller doet de muziek op dit album sterk denken aan zwarte soulzangers zoals Otis Redding. Dat komt door zijn karakteristieke stem en door de begeleiding van het Amerikaanse blazersensemble de Memphis Horns, die ook veel funk- en soulzangers begeleidt. 

## Album
Dit album is het eerste dat Frankie Miller opgenomen heeft met zijn nieuwe begeleidingsband, die net als het album ook Full House heet. Het album is geproduceerd door Chris Thomas, die eerder onder anderen gewerkt heeft met Procol Harum, Bryan Ferry, Paul McCartney en de Sex Pistols. Het album is uitgebracht op het Chrysalis label. De opnametechnici van dit album waren Steve Nye en Nigel Walker. 

### Muzikanten
- Frankie Miller – zang, akoestische en elektrische gitaar
- Jim Hall – piano en orgel
- Ray Minhinnet – sologitaar
- Chrissie Stewart – basgitaar
- Graham Deakin – drums

### Speciale gasten
- Chris Spedding
- John “Rabbit” Bundrick
- Gary Brooker
- The Memphis Horns

Orkest-arrangementen van Searching: Peter Knight
Productie: Chris Thomas.

### Muziek
Het album bestaat voor een groot gedeelte uit up-tempo rocksongs (zoals Be good to yourself en Down the honkey tonk) en deels uit langzame ballads, zoals Take good care of yourself en het door John Lennon geschreven Jealous guy. Searching is een emotioneel liefdeslied, waarin de schorre stem van Frankie Miller goed tot zijn recht komt. Dat liedje is geschreven door Peter Knight (die ook het arrangement heeft geschreven) en Bob Johnson, die beide afkomstig zijn uit de folkband Steeley Span. 
Het liedje Love letters is al in 1945 geschreven door de musical componisten Edward Hayman en Victor Young en is eerder gezongen door onder anderen Nat King Cole, Sammy Davis jr. en Elvis Presley. Dit is het enige lied van Frankie Miller dat de Nederlandse Top 40 heeft gehaald. Be good to yourself (geschreven door Andy Fraser, de voormalige bassist van de Engelse band the Free) was het eerste nummer waarmee Miller de hitparade haalde in Engeland. 
| Nr. | Titel                                        | Duur |
| --- | -------------------------------------------- | ---- |
| 1.  | Be Good to Yourself (Andy Fraser)            | 3:05 |
| 2.  | The Doodle Song (Frankie Miller)             | 2:49 |
| 3.  | Jealous Guy (John Lennon)                    | 2:44 |
| 4.  | Searching (Peter Knight en Bob Johnson)      | 3:54 |
| 5.  | Love Letters (Edward Heyman en Victor Young) | 3:01 |

| Nr. | Titel                                              | Duur |
| --- | -------------------------------------------------- | ---- |
| 1.  | Take Good Care of Yourself (Jim Doris)             | 3:17 |
| 2.  | Down the Honky Tonk (Frankie Miller)               | 3:10 |
| 3.  | This Love of Mine (Frankie Miller en Robin Trower) | 3:50 |
| 4.  | Let the Candlelight Shine (Frankie Miller)         | 3:00 |
| 5.  | (I ‘ll Never)Live in Vain (Frankie Miller)         | 2:58 |